# Черняков, Наум Семёнович
Нау́м Семёнович Черняко́в (1915, Черниговская губерния, Российская империя — 21 января 1998, Москва) — советский конструктор авиационной и космической техники, кавалер ордена Ленина.

## Биография
В 1939 году окончил Московский авиационный институт.
По распределению работал инженером-конструктором в ОКБ-301 Главного управления авиационной промышленности.
Внёс вклад в конструирование истребителя И-301/ЛаГГ-1/ЛаГГ-3. В 1941 г. вместе с С.А. Лавочкиным перешёл в КБ завода № 21.
С 1946 года — заместитель главного (с 1957 г. — генерального) конструктора Лавочкина; с 1957 г. — главный конструктор.
В начале 1950-х был одним из главных конструкторов первой в Советском Союзе управляемой ракеты класса «земля—воздух» для системы противовоздушной обороны Москвы (С-25).
В 1950-60-х Черняков руководил созданием сверхзвуковых крылатых ракет, в том числе первой в мире ракеты класса «земля—земля» стратегического назначения (системы «Буря»), способной донести «ударный груз» до территории США.
В 1960—1961 гг. Черняков был заместителем генерального конструктора, академика В.Н. Челомея.
В 1961—1995 гг. — заместитель генерального конструктора на секретном военном заводе «Кулон», в конструкторском бюро П.О. Сухого.
В 1962 году Чернякову была присвоена ученая степень доктора технических наук, а в 1966 — звание профессора.
Похоронен на Востряковском еврейском кладбище.

## Проекты
- Троллейбус МТБ-82;
- Истребитель-перехватчик «Ла-250 „Анаконда“»;
- Составной беспилотный летательный аппарат «Буря»;
- Сверхзвуковой ударно-разведывательный самолет Т-4 («100»);
- Т-4МС («200»);
- БПЛА Ту-300 «Коршун»;
- Сверхзвуковой бомбардировщик средней дальности «Т-60».

## Награды
- орден Ленина
- орден Красной Звезды (02.07.1945)
- орден «Знак Почёта»